# Nigula (Lääne-Nigula)
Koordinaten: 58° 58′ N, 23° 46′ O
Nigula ist ein Dorf (estnisch küla) in der estnischen Landgemeinde Lääne-Nigula im Kreis Lääne in Estland. Bis 2013 gehörte Nigula zur mittlerweile aufgelösten Landgemeinde Taebla.

## Lage und Geschichte

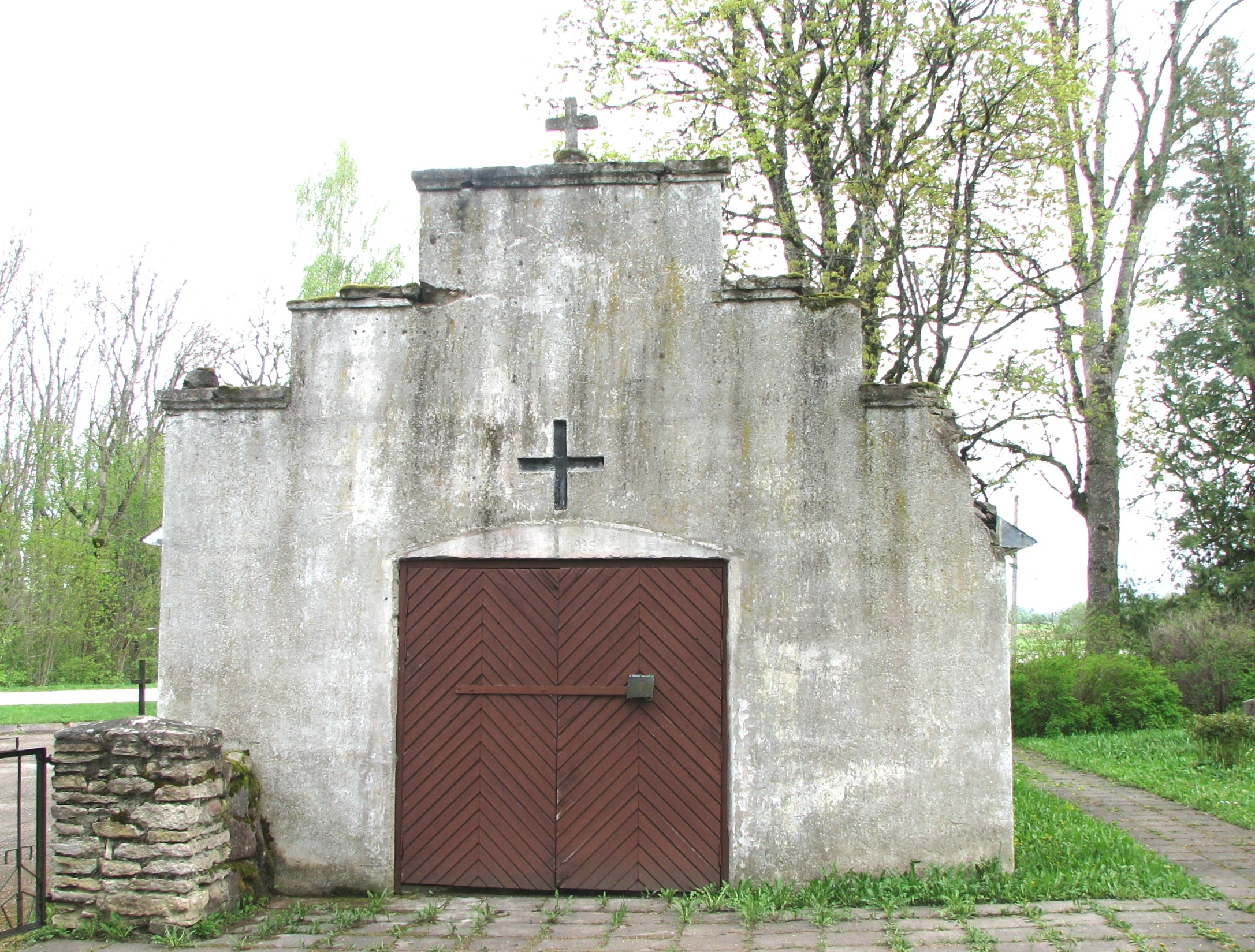
Kapelle

Nigula hat 177 Einwohner (Stand 31. Dezember 2011). Es liegt 14 km von der Landkreishauptstadt Haapsalu (Hapsal) entfernt am Fluss Taebla (Taebla jõgi).
Nigula war seit dem 14. Jahrhundert das Zentrum des Kirchspiels Lääne-Nigula (deutsch Kirchspiel Pönal).

## Kirche Sankt Nikolai
Bekannt ist die dem Heiligen Nikolaus geweihte Kirche von Nigula. Der Bau des heute evangelisch-lutherischen Gotteshauses begann bereits Ende des 13. Jahrhunderts. An das eingeschossige Langhaus wurde 1760 ein viereckiger Westturm mit einem Portal im Stil des Spätbarock angefügt. Sein heutiges Aussehen erhielt der 52,2 m hohe Turm mit seinem 26,7 m hohen Helm im Jahre 1882.
Ein Feuer zerstörte 1809 große Teile von Sankt Nikolai, die dann von 1816 bis 1824 in umgestalteter Form wieder aufgebaut wurde. Die Inneneinrichtung ist aus dem 19. Jahrhundert. Der klassizistische Altar datiert von 1823 und ist ein Werk Sankt Petersburger Künstler. Der spätgotische Vorgängeraltar von 1510 stammt von dem Lübecker Meister Hans von der Heyde. Er befindet sich heute in der Tallinner Nikolaikirche. Die beiden heutigen Altargemälde sind Kopien zweier Arbeiten Leonardo da Vincis.
Die erste Orgel wurde vermutlich in den 1850er Jahren in der Kirche installiert, möglicherweise gebaut von Carl August Tanton. Das heutige Instrument von 1926 stammt von dem estnischen Orgelbauer Gustav Terkmann.
Seit 1992 besteht eine Kirchenpartnerschaft zwischen der St.-Martin-Kirchengemeinde Nortorf in Schleswig-Holstein und der Kirchengemeinde von Nigula.

## Söhne und Töchter des Dorfes
- Eduard Paul Benedict Frese (1872–1919), deutsch-baltischer Pastor und evangelischer Bekenner